# Andrée e Suzanne Lumière
Andrée Lumière (Lione, 5 aprile 1894 – Lione, 26 novembre 1918) e 
Suzanne Lumière (Lione, 1896 – ...) sono state, assieme ai cuginetti Marcel e Madeleine Koehler, le prime bambine a comparire con continuità davanti alla macchina da presa nei primi film di Louis e Auguste Lumière, tra il 1895 e il 1897.

## Biografia
I bambini sono una presenza costante nel cinema fin dalle origini. Già nei primissimi cortometraggi realizzati dai Louis e Auguste Lumière si possono vedere immagini di Andrée, figlia di Auguste Lumière e di Marguerite Winckler, Suzanne, figlia di Louis Lumière e di Rose Winckler e dei loro cuginetti Marcel e Madeleine Koehler, figli di René Koehler e Jeanne Lumière.
In alcuni di questi filmati Andrée e Suzanne escono dal ruolo di semplici comparse per diventarne i protagonisti: Andrée in La Pêche aux poissons rouges (1895) e Le Repas de bébé (1895), in coppia in Querelle enfantine (1896), o assieme ai loro cuginetti in Enfants aux jouets (1897) e Ronde enfantine (1897).
Non si può ancora propriamente parlare di attrici bambine. Andrée e Suzanne non recitano secondo un copione prestabilito (come invece i Lumiere chiederanno di fare al giovane Benoît Duval in L'arroseur arrosé, 1895). Le bambine sono colte in scene di vita quotidiana, con i loro genitori o mentre giocano tra di loro.
Né Andrée né Suzanne intraprenderanno da adulte la carriera di attrici. Andrée morirà a soli 24 anni, vittima dell'epidemia di influenza spagnola del 1918.

## Filmografia
- La pesca dei pesci rossi (La Pêche aux poissons rouges), regia di Louis Lumière (1895) - Andrée
- La colazione del bimbo (Le Repas de bébé), regia di Louis Lumière (1895) - Andrée
- Retour d'une promenade en mer, regia di Louis Lumière (1896) - Andrée & Suzanne
- Querelle enfantine, regia di Louis Lumière (1896) - Andrée & Suzanne
- L'arrivo di un treno alla stazione di La Ciotat (L'Arrivée d’un train à La Ciotat), regia di Louis Lumière (1897) - Suzanne (con Marcel e Madeleine Koehler)
- Enfants aux jouets, regia di Louis Lumière (1897) - Andrée & Suzanne (con Marcel e Madeleine Koehler)
- Ronde enfantine, regia di Louis Lumière (1897) - Andrée & Suzanne (con Marcel e Madeleine Koehler)
- Le goûter des bébés, regia di Louis Lumière (1897) - Suzanne (con Marcel e Madeleine Koehler)